# Посойнс
Посойнс (порт. Poções)  —  муниципалитет в Бразилии, входит в штат Баия. Составная часть мезорегиона Юго-центральная часть штата Баия. Входит в экономико-статистический микрорегион Витория-да-Конкиста. Население составляет 44 759 человек на 2007 год. Занимает площадь 962,857 км². Плотность населения — 50,8 чел./км².
Праздник города — 26 июня.

## История
Город основан 26 июня 1880 года.

## Статистика
- Валовой внутренний продукт на 2003 год составляет 87 090 260,00 реалов (данные: Бразильский институт географии и статистики).
- Валовой внутренний продукт на душу населения на 2003 год составляет 1863,77 реалов (данные: Бразильский институт географии и статистики).
- Индекс развития человеческого потенциала на 2000 год составляет 0,616 (данные: Программа развития ООН).